# Andromède (constellation)
Andromeda
Pour les articles homonymes, voir Andromède.
Andromède est une constellation de l’hémisphère nord. Longue, en forme de « A », Andromède fut l’une des 48 constellations identifiées par Ptolémée.

## Histoire et mythologie

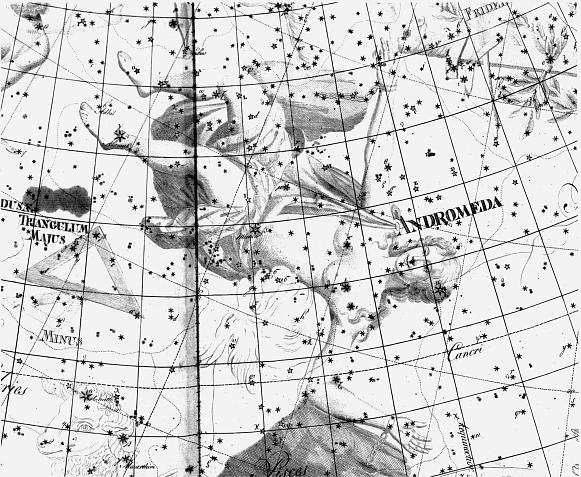
Andromède, dessinée par Johann Elert Bode.

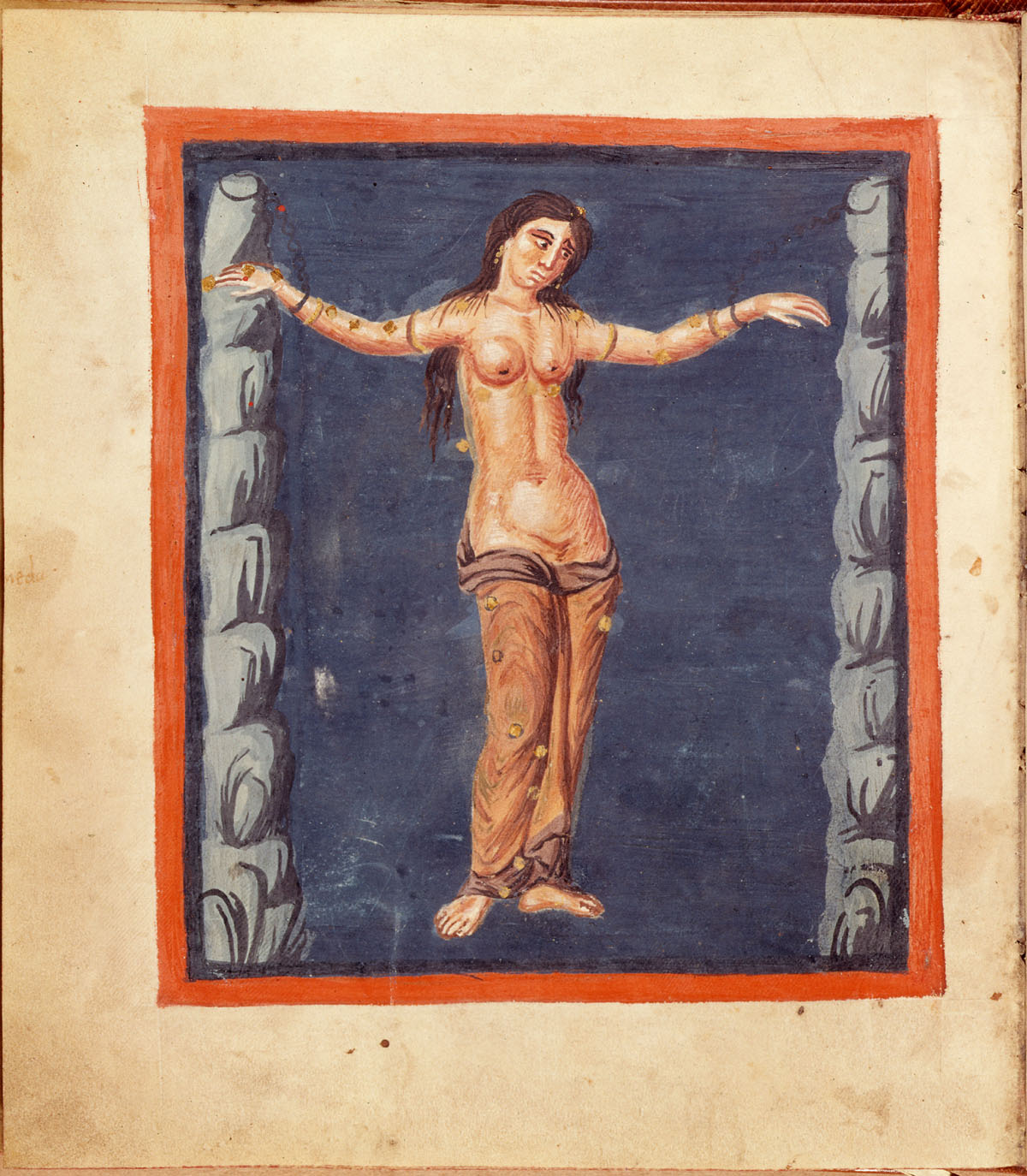
Représentation d'Andromède dans le manuscrit Aratea de Leyde contenant les chapitres d’astronomie des « Phénomènes » (Phainomena) d’Aratos de Soles (310–245 av. J.-C.) consacrés aux Constellations, dans la traduction latine de Germanicus.

L'histoire d'Andromède commence essentiellement avec la tradition grecque, mais une forme féminine apparaît plus tôt dans l'astronomie babylonienne. Les étoiles qui composent les Poissons et la partie du milieu d'Andromède ont aussi formé une constellation représentant une déesse de fertilité, quelquefois appelée Anunitum, la Dame des Cieux.
En anglais, Andromède est appelée « la Femme Enchaînée » ou « la Dame Enchaînée ». Elle s’appelait Mulier Catenata (« femme enchaînée ») en latin et al-Mar'at al Musalsalah en arabe. Elle s'appelait aussi Persea (« épouse de Persée ») ou Cepheis (« fille de Céphée »), Tous ces noms font référence à son rôle dans la mythologie gréco-romaine de Persée, dans laquelle Cassiopée, reine d'Éthiopie, se vantait que sa fille était plus belle que les Néréides, nymphes de mer pourvues d'une beauté incroyable. Outrées par cette remarque, les nymphes ont demandé que Poséidon punisse Cassiopée pour son insolence. Il accepta et il ordonna que le monstre marin Cetus attaque l'Éthiopie. Prenant peur, le roi Céphée alla consulter l'Oracle d'Ammon qui lui déclara qu'il ne pourrait sauver le royaume qu'en sacrifiant sa fille à Cetus,. Elle fut donc enchaînée sur un rocher du rivage. Mais Persée put la sauver en utilisant la tête de Méduse pour changer le monstre en pierre. Algol (β Persei), « l'Étoile Démon », représente d'ailleurs la tête de Méduse.
Plus tard, Andromède et Persée se sont mariés. Le mythe raconte que le couple a eu sept enfants — six fils et une fille — et fondèrent Mycènes et la dynastie des Perséides. Après la mort d'Andromède, Athéna l'a mise au ciel sous forme de constellation, pour l'honorer. Quelques constellations proches (Persée, Cassiopée, Cetus, et Céphée) représentent les autres personnages du mythe.
Andromède est une des constellations mentionnées par Ptolémée dans son livre du IIe siècle, l'Almageste ; il l'a définie comme une configuration spécifique d'étoiles. Généralement, elle est représentée avec α Andromedae formant sa tête, ο et λ Andromedae ses chaînes, et δ, π, μ, β et γ Andromedae formant son corps et ses jambes. Néanmoins, il n'y a pas de représentation unanime d'Andromède et des étoiles qui symbolisent son corps, sa tête, et ses chaînes. Des astronomes arabes qui connaissaient les constellations de Ptolémée, ont cependant observé une deuxième constellation représentant un poisson aux pieds d’Andromède.
Plusieurs étoiles d'Andromède et presque toutes les étoiles du Lézard furent combinées en 1787 par l'astronome allemand Johann Bode pour former la Gloire de Frédéric (aussi appelé Freidrichs Ehre). C'était pour honorer Frédéric II, mais ce fut assez rapidement abandonné. Depuis Ptolémée, Andromède est restée une constellation et elle est reconnue officiellement par l'Union astronomique internationale. Mais comme tous les constellations modernes, elle est actuellement définie comme une région spécifique du ciel qui comprend à la fois la configuration de Ptolémée et les étoiles qui l'entourent,. Les confins officiels d’Andromède furent définis en 1930 par Eugène Delporte comme un polygone avec trente-six segments. Son ascension droite est entre 22 h 57 min 30 s et 2 h 39 min 20 s et sa déclinaison est entre 53.19° et 21.68° en système de coordonnées équatoriales.

## Observation des étoiles

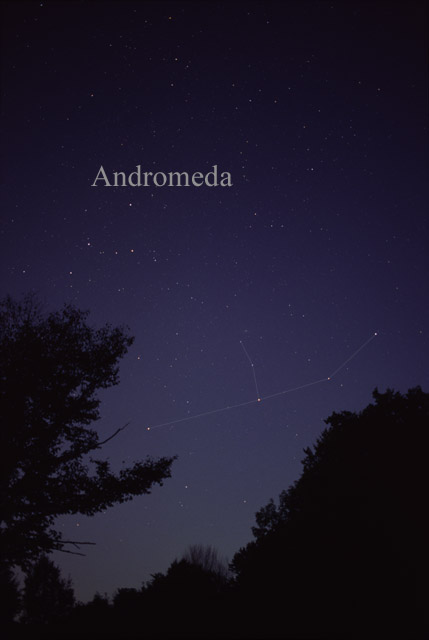
Constellation Andromède

### Repérage
La constellation se repère à partir de Algol et du grand carré de Pégase. Partant de ce carré, on voit se dessiner un immense « chariot », trois fois plus grand que celui de la Grande Ourse, formé par α And, α, β, et λ Peg (le Grand carré de Pégase), puis dans le prolongement de sa diagonale, à partir de α And, β And, γ And, et enfin Algol (β Persei).

### Alignements
Cette diagonale d’Andromède de 60° d’amplitude appartient à un immense alignement qui fait le tour du globe, et qui est un axe de repérage majeur de la voûte céleste. Partant du Grand carré de Pégase il passe par Algol, Capella, Castor et Pollux, Alphard (Hydre), l’extrémité des Voiles puis Acrux et Alpha Centauri, Shaula (λ Scorpii), l’arc et la tête (σ Sgr) du Sagittaire, puis remonte par la tête du Capricorne (β Cap), le long de l’axe du Verseau, pour boucler sur la diagonale du Grand carré de Pégase.

Visibilité nocturne de la constellation. Repérage d’Andromède.

### Forme
Les trois étoiles principales d’Andromède, qui apparaissent dès la tombée de la nuit, sont situées sur la grande diagonale, et correspondent à la tête (Alphératz, α, dans le carré de Pégase), la hanche (Mirach, β And), et le pied (Almach, γ And), toutes trois assez brillantes (mag 2). On voit assez rapidement apparaître deux étoiles intermédiaires (mag 3) sur cet axe, l’épaule et le genou.
Le reste des membres est relativement faible (mag 4) : on voit un premier alignement perpendiculaire à la diagonale d’Andromède, au niveau de l’épaule, qui dessine les deux bras. Côté Sud, le bras s’achève sur un alignement de trois étoiles, la troisième (plus extérieure) appartient à la constellation des Poissons.
Côté Nord, le bras pointe sur la chaîne d’Andromède, qui se dessine faiblement (mag 5) entre le carré de Pégase et Céphée. Les étoiles un peu plus brillantes qui semblent limiter la chaîne d’Andromède forment la petite constellation du Lézard.
La jambe nord d’Andromède part de la hanche vers Cassiopée, et dessine un petit arc de cercle jusqu’au pied droit (51 And), que touche presque la main de Persée. La célèbre galaxie d’Andromède se situe au niveau du genou, à 2° vers l’extérieur, et peut y être vue si les conditions de visibilité sont excellentes sous forme d’une brume vaguement lumineuse.
À l’opposé du départ de la jambe d’Andromède, et dans le même axe, on voit une petite étoile intermédiaire (qui est la pointe de la constellation du Triangle), puis on tombe sur la tête du Bélier.
Les deux pieds d’Andromède (51 et γ And) sont dans l’alignement du bord Ouest de Cassiopée, plus au Nord. Inversement, la base du W de Cassiopée pointe vers la base de la chaîne d’Andromède avant de toucher le sommet du carré de Pégase.

Constellation Andromède en 3D (avec notre soleil).

## Étoiles principales

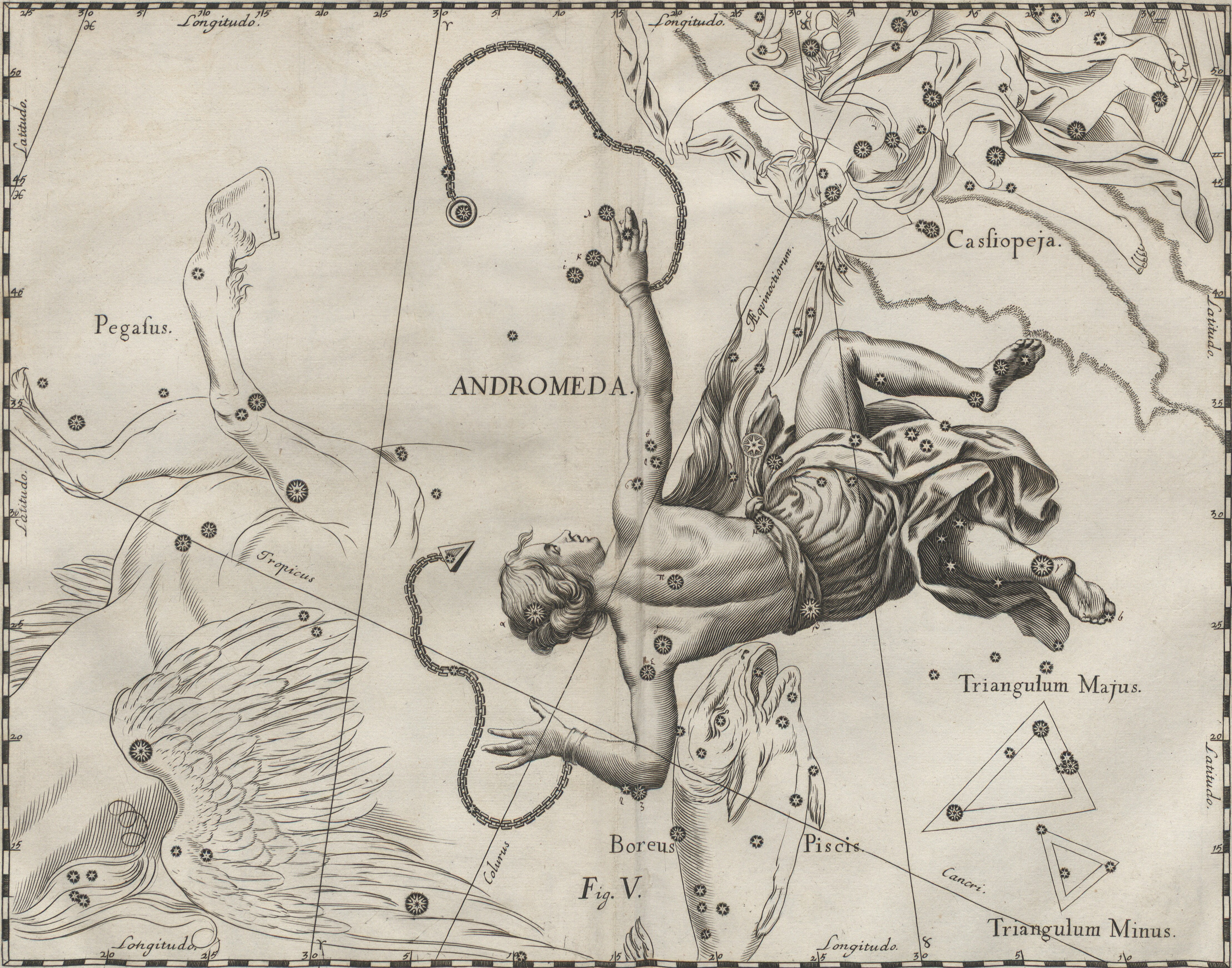
Andromède, dessinée par Johannes Hevelius.

### Alphératz / Sirrah (α And)
La plus brillante étoile d’Andromède, α And, appelée Alphératz, Alpharatz ou Sirrah, constitue avec α, β, et γ Peg un astérisme appelé le Grand Carré de Pégase. Cette étoile était d’ailleurs jadis incluse dans Pégase : Alphératz signifie « épaule du cheval » et Sirrah « nombril » en arabe.
C’est une étoile très chaude, de couleur bleu-blanc, brillant 110 fois plus que le Soleil. C’est également une étoile double, son compagnon ne dépassant pas la magnitude apparente 11,3.

### Mirach (β And)
β And, ou Mirach, dont le nom signifie « la Ceinture » en arabe, est une géante rouge 30 fois plus grande que le Soleil.

### Almach (γ And)
γ And, ou Almach ou Alamak (de l’arabe Al Anak al Ard, « le lynx du désert »), se trouve au bout de la jambe sud du « A » de la constellation. C’est une étoile double aux couleurs contrastées, orange et bleu.
La principale étoile du système, γ¹ And, est une géante orange 80 fois plus grande que le Soleil et 2 000 fois plus lumineuse que celui-ci. γ² And est elle-même une étoile double. γ²-A And, de magnitude 5,0, et γ²-B And, de magnitude 5,5, se tournent autour en 61 ans selon une orbite très fortement elliptique. Les deux étoiles sont toutes deux bleues. γ²-A And est elle-même double, son compagnon tournant autour d’elle en seulement 2,7 jours.

### Autres étoiles
υ And possède un système planétaire avec au moins trois exoplanètes, 0,71 fois, 2,11 fois et 4,61 fois plus massives que Jupiter.
R Andromedae est une étoile variable de type Mira dont la magnitude passe de 5,8 à 14,9 selon une période de 409 jours.

## Objets célestes
L’objet le plus fameux d’Andromède est M31, la galaxie d’Andromède, l’un des plus lointains objets visibles à l’œil nu (M33 est un peu plus éloignée). Il s’agit d’une énorme galaxie spirale semblable à la nôtre. Pour trouver la galaxie, on peut dessiner une ligne entre Beta Andromedae et Mu Andromedae, et poursuivre cette ligne à peu près la même distance depuis μ.
L’objet NGC 7640 est une autre galaxie spirale du type barré SBb, assez facile à repérer.
La nébuleuse planétaire NGC 7662 est l’un des objets les plus faciles à voir avec un télescope amateur et révèle un disque elliptique bleu-vert.
L’amas ouvert NGC 752 couvre une surface assez large. Rassemblant une centaine d’étoiles de magnitude 9 à 10, il est situé près de 56 Andromedae.

## Utilisation dans la culture populaire
Dans Braid, de Jonathan Blow, la constellation apparaît dans le jeu lorsque le joueur a récolté les huit étoiles disséminées dans les différents niveaux[réf. nécessaire].
Dans Star Citizen, de Cloud Imperium Games, un des vaisseaux spatiaux du jeu est dénommé « RSI Constellation Andromeda », en hommage à la constellation.
Dans Les chevaliers du zodiaque, de Masami Kurumada, le chevalier Shun est associé à la constellation d'Andromède.